# Jim Dodge
Jim Dodge (* 1945 in Santa Rosa, Kalifornien) ist ein US-amerikanischer Schriftsteller. Er schrieb Gedichte und Essays. Der Durchbruch gelang ihm 1983 mit Fup. Dodge lehrt Creative Writing an der Humboldt State University in Arcata in Nordkalifornien.

## Werke
- 1983: Fup
  - Fup, dt. von Harry Rowohlt, Rogner und Bernhard Verlag bei Zweitausendeins, Hamburg 2002, ISBN 9783807701745.
- 1987: Not Fade Away
- 1990: Stone Junction
  - Die Kunst des Verschwindens, dt. von Olaf Matthias Roth, Rowohlt Verlag, Reinbek 2000, ISBN 9783499226502. ISBN 3499226502.
- 2002: Rain on the River